# 투르크메니스탄의 달 및 요일명 개칭
2002년 8월 10일 투르크메니스탄 정부는 종래에 써오던 러시아어에서 유래한 달 이름 및 요일 이름을 개명하는 법률을 만들었다. 새 이름은 투르크메니스탄의 종신 대통령(2006년 사망)인 사파르무라트 니야조프가 저술한 《루흐나마》에 제시된 투르크메니스탄의 상징들에서 따왔다.

## 달 이름
| 한국어 | 투르크멘어 구 명칭 | 투르크멘어 새 명칭 | 해석                                                                                |
| ------ | ------------------ | ------------------ | ----------------------------------------------------------------------------------- |
| 1월    | Ýanwar             | Türkmenbaşy        | 사파르무라트 니야조프의 자칭, 투르크메니스탄의 지도자란 뜻                          |
| 2월    | Fewral             | Baýdak             | 기(旗)란 뜻, 니야조프의 생일이 투르크메니스탄의 국기 기념일이며 2월임               |
| 3월    | Mart               | Nowruz             | 이란의 전통적 새해-서력 3월에 해당                                                  |
| 4월    | Aprel              | Gurbansoltan       | 니야조프의 어머니 이름인 구르반솔탄 에제(Gurbansoltan Eje)에서 따옴                 |
| 5월    | Maý                | Magtymguly         | 니야조프가 존경하는 투르크멘의 시인 마그팀굴리 피라기(Magtymguly Pyragy)의 이름에서 |
| 6월    | Iýun               | Oguz               | 루흐나마에 의해 투르크멘의 시조로 지목된 흉노족 지도자 오구즈 칸의 이름에서         |
| 7월    | Iýul               | Gorkut             | 투르크멘 서사시의 영웅 데데 고르쿠트에서                                            |
| 8월    | Awgust             | Alp Arslan         | 알프 아르슬란, 셀주크 제국의 두 번째 술탄, 루흐나마에 의해 투르크멘인으로 규정      |
| 9월    | Sentýabr           | Ruhnama            | 루흐나마, 니야조프가 저술한 국가지도서의 이름 투르크멘 국민의 정신적 토대라고 함    |
| 10월   | Oktýabr            | Garaşsyzlyk        | 독립의 달, 투르크메니스탄의 독립 기념일은 10월에 있음                               |
| 11월   | Noýabr             | Sanjar             | 아흐마드 산자르, 셀주크 제국의 마지막 군주                                          |
| 12월   | Dekabr             | Bitaraplyk         | 중립의 달, 투르크메니스탄은 중립국으로 규정되어 있고 중립의 날 기념일은 12월이다    |

## 요일 이름
| 한국어 | 투르크멘어 구 명칭 | 투르크멘어 새 명칭 | 해석        |
| ------ | ------------------ | ------------------ | ----------- |
| 월요일 | Duşenbe            | Başgün             | 첫째 날     |
| 화요일 | Sişenbe            | Ýaşgün             | 젊음의 날   |
| 수요일 | Çarşenbe           | Hoşgün             | 좋은 날     |
| 목요일 | Penşenbe           | Sogapgün           | 정의의 날   |
| 금요일 | Anna               | Annagün            | 어머니의 날 |
| 토요일 | Şenbe              | Ruhgün             | 영혼의 날   |
| 일요일 | Ýekşenbe           | Dynçgün            | 휴식의 날   |

## 사용
개정된 이름은 투르크메니스탄의 모든 국영 매체에서 사용된다. 투르크멘어를 제외한 다른 언어에 의한 출판물도 이 명칭을 사용하며, 특히 러시아계 주민에 대해서는 구 명칭을 괄호안에 넣는 식으로 병기한다. 하지만 새 명칭은 잘 사용되지 않았다.
2008년 4월 23일, 투르크메니스탄 내각에서 옛 명칭을 사용하기로 합의했다. 옛 명칭이 완전히 복구된 것은 2008년 6월의 일이다.

## 같이 보기
- 그레고리력